# La bambina col falcone
La bambina col falcone è un romanzo di Bianca Pitzorno, edito nel 1982 da Bruno Mondadori. 

## Trama
Il romanzo è ambientato all'epoca delle Crociate, e racconta la storia della famiglia del falconiere di Federico II, Messer Rufo, che ha una bella moglie provenzale di nome madame Yvette e cinque figlie femmine di nome Costanza, Melisenda, Sibilla, Alice e Violante. Le due sorelle Costanza e Melisenda, eroine della vicenda, pur andando molto d'accordo, sono profondamente diverse: Costanza, la maggiore, sogna di combattere in una vera Crociata, mentre Melisenda desidera più di ogni altra cosa imparare il mestiere del falconiere (da cui il titolo del romanzo); intorno a queste caratteristiche ruota gran parte delle vicende narrate.
La storia della famiglia è raccontata mettendo in luce le gioie e i dolori di tutti i giorni, ed è inserita assai abilmente nel contesto storico-culturale, tanto che è facile immedesimarsi nei personaggi e nelle situazioni che vivono. In casa Rufo passano bambinaie dal passato oscuro, sapienti e golosi professori, cavalieri teutonici, nutrici arabe e loro prole; la famiglia intrattiene rapporti  con altri nobili ed è, nel complesso, decisamente colta e cosmopolita.

## Edizioni
- Bianca Pitzorno, La bambina col falcone, Milano: B. Mondadori, 1982
- Bianca Pitzorno, La bambina col falcone, Firenze: Salani, 1992
- Bianca Pitzorno, La bambina col falcone, Zingonia (Bergamo): Ediz. A. Salani s.r.l. S.A.T.E. s.r.l., 1999
- Bianca Pitzorno, La bambina col falcone: romanzo, Milano: Salani, 2003
- Bianca Pitzorno, La bambina col falcone, Feltre: Centro Internazionale del Libro Parlato, 2019